# Szaszaki Maszanao
Szaszaki Maszanao (Csiba, 1962. június 19. –) japán válogatott labdarúgó.

## Nemzeti válogatott
A japán válogatottban 20 mérkőzést játszott.

## Statisztika
| Japán válogatott | Japán válogatott | Japán válogatott |
| Időszak          | Mérk.            | gól              |
| ---------------- | ---------------- | ---------------- |
| 1988             | 2                | 0                |
| 1989             | 11               | 0                |
| 1990             | 6                | 0                |
| 1991             | 1                | 0                |
| Összesen         | 20               | 0                |